# Allein mit mir
Allein mit mir ist ein deutschsprachiger Schlager mit Text von Marinne Rebesky und Musik von Jimmy Bowien, der 1985 vom österreichischen Sänger Freddy Quinn veröffentlicht wurde.

## Text
Freddy Quinn singt davon, dass er „allein ist“, weil er „dich gehen ließ“, „vielleicht weil wir zu glücklich waren“. Er könnte in „all den langen Jahren für Glück schon blind geworden“ sein. „Allein mit mir“ fange er an zu frieren und fühlt, er dürfe sie nicht verlieren. Er hofft, dass „es ist noch nicht zu spät“. Er beginnt er zu verstehen, dass er den Weg ohne sie nicht gehen könne, er habe allein kein Ziel.

## Veröffentlichung
Allein mit mir ist auf dem 43. Studioalbum Quinns zu finden, das 1985 unter dem Titel Nicht eine Stunde tut mir leid im Musiklabel Polydor auf Schallplatte (Nummer: 827 454-1) veröffentlicht wurde. Das phonographische Copyright lag bei der Deutschen Grammophon GmbH, die Aufnahmen erfolgten im Studio Hamburg und im Musikstudio M1. Dasselbe Album wurde im selben Jahr auf Compact Disc (Nummer: 827 454-2) veröffentlicht, wobei die Herstellung durch Polygram und die Veröffentlichung durch Esperanza erfolgte.